# Zaza Nadiradze
Zaza Nadiradzes (in georgiano ზაზა ნადირაძე?; Mtskheta, 2 settembre 1993) è un canoista georgiano camione europeo a Belgrado 2018. Ha rappresentato la Georgia ai Giochi olimpici di Rio de Janeiro 2016 nel concorso del C1 200 metri, concludendo la gara al quinto posto in classifica.

## Palmarès
| Anno | Manifestazione  | Sede           | Evento   | Risultato | Prestazione | Note |
| ---- | --------------- | -------------- | -------- | --------- | ----------- | ---- |
| 2016 | Giochi olimpici | Rio de Janeiro | C1 200 m | 5°        | 38"817      |      |
| 2017 | Mondiali        | Račice         | C1 200 m | Argento   | 38"439      |      |
| 2017 | Europei         | Plovdiv        | C1 200 m | Bronzo    | 38"342      |      |
| 2018 | Europei         | Belgrado       | C1 200 m | Oro       | 39"200      |      |
| 2019 | Mondiali        | Seghedino      | C1 200 m | Bronzo    | 40"24       |      |